# Antonio Van Wyk
Antonio Van Wyk (* 30. März 2002) ist ein südafrikanischer Fußballspieler.

## Karriere

### Verein
Van Wyk begann seine Karriere beim Stellenbosch FC. Im Juni 2021 stand er erstmals im Profikader Stellenboschs. Sein Debüt in der Premier Soccer League gab er schließlich im August 2021 gegen die Orlando Pirates. In der Saison 2021/22 absolvierte er insgesamt 13 Partien im südafrikanischen Oberhaus. In der Saison 2022/23 kam er zu 25 Einsätzen, in denen er zweimal traf. In der Saison 2023/24 erzielte der Flügelstürmer drei Tore in 25 Einsätzen.
Im September 2024 wechselte Van Wyk zum österreichischen Zweitligisten SV Ried, bei dem er einen bis Juni 2026 laufenden Vertrag erhielt.

### Nationalmannschaft
Van Wyk debütierte im Juli 2022 im Rahmen des COSAFA Cup 2022 gegen Mosambik für die südafrikanische Nationalmannschaft.